# EF Education First

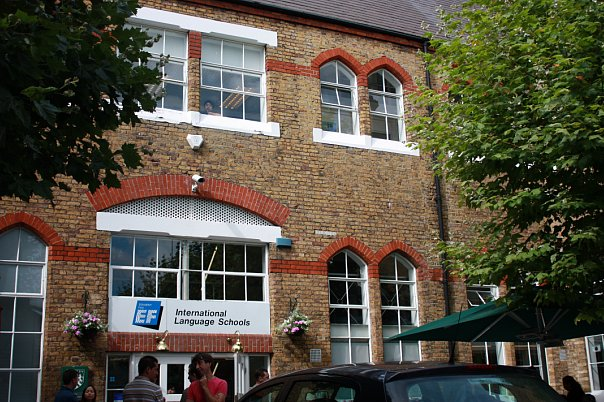
EF Education, London.

EF Education First (förkortat "EF") är ett familjeägt språkutbildningsföretag.
EF bedriver verksamhet främst inom språkutbildning, högskoleutbildning och utbytesprogram. EF:s vision är att ”öppna upp världen genom utbildning". Företaget grundades i Lund, Sverige 1965 av Bertil Hult och är fortfarande ägt av familjen Hult. EF har runt 46 500 anställda vid drygt 500 skolor och kontor i ett 50-tal länder, inklusive ett Sverige-kontor på Strandvägen i Stockholm.
Tre av grundaren Bertil Hults söner är engagerade i företagets ledning: Philip Hult, Alex Hult och Edward Hult.

## Historia
Bertil Hult grundade EF 1965 i källaren på sitt studentboende i Lund. Under hans barndom brottades han med dyslexi vilket blev hans inspirationskälla till EF.  Efter att ha hoppat av studierna, delvis på grund av hans svårigheter att lära sig engelska, fick Bertil jobb som springpojke på Enskilda Banken i Stockholm. Bertils arbetsmoral blev snabbt uppmärksammad och som belöning ordnade hans chef jobb i London. Under Bertils tid i England bodde han hos en värdfamilj vilket blev en del av grunden till affärsidén bakom EF.
Förkortningen ”EF” hade ursprungligen en annan uttydning; företaget som började sin verksamhet 1965 hette ”Europeiska Ferieskolan Aktiebolag”.

## Ledning
Philip Hult och Alex Hult är företagets styrelseordföranden som tillsammans ser över EF:s dagliga drift samt all språk- och utbildningsverksamhet.  Dr. Edward Hult är VD för den nordamerikanska verksamheten som innefattar EF:s studieresor och divisionerna för kulturellt utbyte.

## Organisation
Verksamheten utgörs av språkskolor, program för utbildningsresor, akademiska examina och kulturella utbyten samt världens största online-skola i engelska.
- EF Language Travel/EF Språkresor erbjuder språkresor utomlands för 10-18-åringar. Språkstudierna kan kombineras med olika aktiviteter som dans, skådespeleri och fotboll. Eleverna reser utomlands i en ledarledd grupp och bor i värdfamilj eller på studenthem.
- EF International Language Schools/EF Internationella Språkskolor finns i över 40 städer i 18 länder. Studenter kan från 16 års ålder studera engelska, spanska, franska, tyska, italienska och kinesiska. Kurserna varar mellan 2 och 52 veckor och finns för alla kunskapsnivåer.
- EF High School Year är ett kulturellt utbytesprogram för ungdomar från 14 till 18 år. Eleven tillbringar en termin eller ett år utomlands, går i en lokal skola och bor i värdfamilj. Erbjuds i 3 länder.
- EF Academic Programs erbjuder längre språkkurser utomlands, från 6 månader upp till ett år, kombinerat med akademiska studier och/eller praktik på företag. Kurserna erbjuds på över 40 EF-skolor i 15 olika länder för ungdomar och vuxna från 16 års ålder.
- EF Multi Language Year är ett program för ungdomar och vuxna från 16 år, där studenten kombinerar två eller tre olika språk i lika många länder. Programmet pågår i minst 36 veckor och går att kombinera med företagspraktik.
- EF University Preparation är universitetsförberedande kurser utomlands som efter avslutad kurs garanterar antagning vid ett av EF:s 150 partneruniversitet. Programmet finns i Storbritannien, USA, Kanada, Australien och Nya Zeeland.
- Hult International Business School är en affärsskola som erbjuder ett MBA-program, Masters- och Undergraduate-program. Hult campus finns i Boston, San Francisco, London, Shanghai och Dubai.
- EF Corporate Language Training erbjuder språkutbildning till yrkesverksamma vid företag och myndigheter. Utbildningen skräddarsys efter behov och kombinerar online-träning, undervisning in-company och språkträning utomlands. Verksamheten bedrivs i över 75 länder.
- Englishtown är världens största nätbaserade engelskaskola. Kurslängd är 1-24 månader. Onlineskolan kombinerar interaktiva program och lärarledda lektioner som erbjuds 24 timmar om dygnet på alla språknivåer.
- Cultural Care Au Pair har program som erbjuder personer mellan 18 och 26 år möjligheten att arbeta ett år i USA som au pair. Au pairen arbetar upp till 45 timmar i veckan med barnpassning i en värdfamilj och deltar i språkundervisning på ett lokalt utbildningscentrum.
- EF English First är skolor som erbjuder lokal engelskaundervisning i studenternas hemländer. Det finns barnskolor för åldrarna 3 till 18 år och vuxenskolor för personer över 18 år.  Skolorna finns över hela världen, från Shanghai till Moskva och Mexico City.
- EF Educational Tours är gruppresor för lärare och studenter i USA, Kanada, Storbritannien och Indien. Resorna integreras i studenternas ordinarie läroplan. EF Educational Tours erbjuder över 300 olika resor med tonvikt på historia, kultur och natur i Europa, Latinamerika, Afrika, Asien, Indien, Australien och Nya Zeeland.
- EF College Break är guidade gruppresor för studenter på college-nivå mellan 18 och 25 år. Resorna erbjuds på vinter-, vår- och sommarlov och går över hela världen.
- Smithsonian Student Travel erbjuder utbildningsresor för lärare och studenter i USA och Kanada till viktiga historiska och kulturella platser. Smithsonian Student Travel är ett partnerskap mellan EF Education och Smithsonian Institution.
- Go Ahead Tours erbjuder amerikaner internationella gruppresor.
- EF International Academy är internationella skolor som finns i Storbritannien, USA, Canada, Australia och Singapore som har IBM-program, A-levels, gymnasieförberedande program och gymnasieutbildningar.

## Externa projekt och partnerskap
EF var den officiella språkträningsleverantören vid OS i Rio 2016 och vid Paralympics. EF var även den officiella språkträningsleverantören till OS i Seoul 1988, i Peking 2008 och i Sochi 2014.  EF kommer inta liknande roller inför Vinter-OS i PyeongChang 2018 och Sommar-OS i Tokyo 2020.
EF publicerar årligen den globala rapporten EF English Proficiency Index (EF EPI) som rankar länder efter engelskkunskaper.  I den senaste mätningen som kom ut 2016 hamnade Sverige på tredje plats.
2016 lanserade EF ett partnerskap med nobelmuseet i Stockholm för att synliggöra hur forna nobelpristagares berättelser kan insiprera studenter runtom i världen att följa deras drömmar och studier och ha positiv påverkan på världen.

## Kritik
Den 31 oktober 2007 sände SVT:s Uppdrag granskning programmet "Bästa året i ditt liv", ett mycket kritiskt reportage om EF.
Bland annat framgick det att en flicka, som skulle åka på ett "high school year" i Kalifornien, i stället blev placerad i ett isolerat samhälle i Kentucky. Efter att ha bytt värdfamilj hamnade hon hos en familj som var medlem i en sektliknande frikyrka, där giftormar användes i religiösa ritualer (se Snake handling på engelska Wikipedia). Uppgifterna från flickan kunde aldrig verifieras. EF anklagades för att inte ha hjälp henne tillräckligt. Ett reportage från 1996 som gjordes av Folke Rydén visades i programmet, där dylika frikyrkor hade filmats. I programmet kritiserades även EF för sitt agerande i samband med att konflikter uppstår mellan studenten och dennes värdfamilj. 